# 내셔널트러스트문화유산기금
내셔널트러스트 문화유산기금은 대한민국의 내셔널트러스트 운동의 일환으로 문화유산의 가치에 대한 사회적 인식 확산, 문화유산과 관련된 문화기반 확충을 위한 지원활동을 위하여 2004년 4월 23일 설립된 문화체육관광부 문화재청 소관의 재단법인이다. 법인 소재지는 서울특별시 성북구 성북로15길 9 (성북동)이다.

## 주요 사업
- 문화유산보전을 인식확산을 위한 대국민 모금사업
- 미지정문화유산의 발굴 및 보존프로그램 마련
- 문화유산보존·활용 증대를 위한 정책 연구사업 등

## 같이 보기
- 최순우 옛집 (대한민국 등록문화재 제268호, 시민문화유산 1호)
- 나주 도래마을 옛집 (시민문화유산 2호)
- 서울 동선동 권진규 아틀리에 (대한민국 등록문화재 제 134호, 시민문화유산 3호)
- 한국내셔널트러스트